# Cylindrotermes
Cylindrotermes (лат.) — род термитов подсемейства Cylindrotermitinae из семейства Termitidae. Неотропика. Известно 8 видов.

## Описание
Мелкие термиты. Голова солдата удлиненная, субпрямоугольная, лишена лобного выступа, покрыта короткими щетинками; мандибулы короткие, кусательно-режущего типа. Лабрум в целом пятиугольный, лобная ямка маленькая, открывается в первой передней четверти головы, сразу за вставками усиков, постментум узкий и удлиненный примерно до трех четвертей длины головы, мандибулы симметричные, дугообразные, с одним зубцом, положение которого варьирует в зависимости от вида, молярная область видна у основания мандибул у всех видов рода. Пронотум в профиль с открытым углом почти 180 градусов между передней и задней долями, обе полукруглые. Формула голенных шпор: 3:2:2. Голени второй пары ног с двумя шипами, один на дистальном конце и другой немного выше, во второй трети длины, третья пара ног с шипом на дистальном конце голеней. Голова желтоватая, груь и ноги беловатые, брюшко прозрачное. Окраска, как правило, не сильно различается между видами.
Cylindrotermes встречаются в мертвой древесине и образуют небольшие колонии.

## Распространение
Встречаются в Неотропике: Центральная и Южная Америка.

## Систематика
Известно 8 видов. Род было впервые выделен в 1906 году. Таксон рассматривали в составе подсемейства Termitinae в родовой группе Amitermes. В 2024 году в ходе реклассификации современных групп термитов таксон был выделен в отдельное подсемейство Cylindrotermitinae в составе 2 родов.
- Cylindrotermes brevipilosus Snyder, 1926[6]
- Cylindrotermes caata Cancello & Da Rocha, 2007[2]
- Cylindrotermes capixaba Cancello & Da Rocha, 2007[2]
- Cylindrotermes flangiatus Mathews, 1977[7]
- Cylindrotermes macrognathus Snyder, 1929[8]
- Cylindrotermes nordenskioldi Holmgren, 1906[1]typus
- Cylindrotermes parvignathus Emerson, 1949[5]
- Cylindrotermes sapiranga Cancello & Da Rocha, 2007[2]